# Tuc (biscuit)
Pour les articles homonymes, voir Tuc (homonymie).

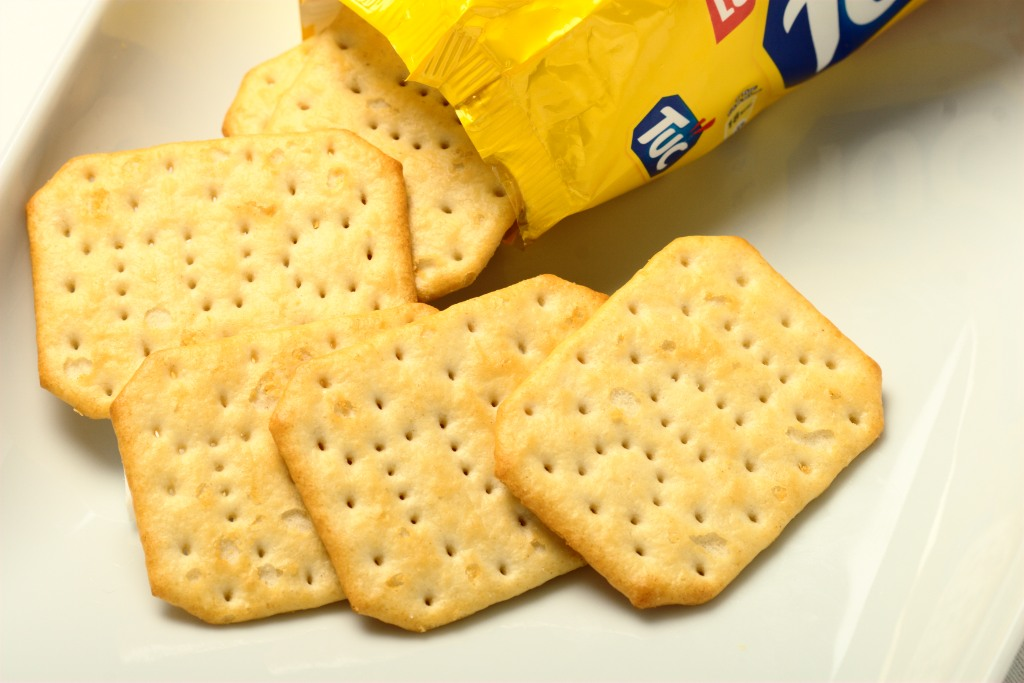
Biscuits TUC

TUC est une marque commerciale de gâteaux apéritif faisant partie de la gamme LU, appartenant au groupe américain Mondelēz International (issu d'une scission de l'américain Kraft Foods). Vendus en Europe, Asie, Amérique du Nord et Afrique du Nord, les biscuits sont de forme octogonale (aspect de rectangle aux coins coupés) et de couleur jaune doré. La face est piquetée de 41 trous (pour éviter les bulles de cuisson), et ceux du centre forment les lettres TUC. 

## Historique
La marque TUC a été lancée par une biscuiterie familiale belge, Parein, en 1958. Celle-ci voulait lancer en Europe le « cracker » américain, et le nom fut choisi comme acronyme de  « Trade Union Corporation », terme figurant dans un article de journal lu par Louis Parein lors du retour en avion de son voyage d'affaires effectué aux États-Unis. La biscuiterie fut rachetée par le groupe Lu-Brun en 1977.

## Produits
Outre le Tuc original, la gamme s'est progressivement enrichie de diverses saveurs, la première étant le gout bacon, en 1986.
Elle est de nos jours déclinée en différents formats : TUC Break, TUC Crispy, TUC Crack's.
Depuis que la marque appartient au groupe Kraft Foods (renommé Mondelez en 2012), elle apparaît également mélangée à d'autres produits du groupe, comme le Milka Tuc.
L'intégralité de la gamme TUC est fabriquée en Belgique.

## Liste des variantes du Tuc
- Original
- Mini TUC - Original
- TUC Sandwich fromage
- TUC Barbecue
- TUC Original Craks
- TUC Craks Crème et Onion
- TUC Bacon
- TUC Herbes
- TUC Paprika
- TUC Break
- TUC Break Romarin et Olive
- TUC Fromage

## Mise en cause et controverses
Les TUC sont régulièrement mis en cause pour leurs effets négatifs sur l'organisme : contenant une quantité importante d'huile de palme et de sel, ils causent une augmentation des risques de maladies cardio-vasculaires. Ils ont été également épinglés par l'association 60 Millions de consommateurs car contenant du sulfite de sodium, classé comme toxique.